# Ligue de la jeunesse communiste chinoise
Pour les articles homonymes, voir Ligue de la jeunesse communiste.
La Ligue de la jeunesse communiste chinoise (团委 tuánwěi) a été créée en 1922, un an après la création du Parti communiste chinois.

## Objectifs et organisation
La tâche de la ligue est de faire progresser avec discipline l'idéologie communiste, selon le modèle Chinois, parmi les jeunes de 14 à 28 ans. Son organisation est identique à celle du Parti. Elle est dirigée par un secrétaire général et possède un Comité central. Ses membres sont élus tous les 5 ans, à l'occasion de conférences nationales Ils sont tenus d'appliquer les décisions prises pendant les conférences. Il existe aussi un Comité des Affaires Générales dans chacune des 31 provinces.

## Historique
La ligue était à l'origine appelée Ligue de la jeunesse socialiste de Chine. À la création de la république populaire de Chine, en 1949, elle fut renommée Ligue de la jeunesse de démocratie nouvelle de Chine. Elle retrouva le nom de Ligue de la Jeunesse Communiste Chinoise en 1957. Pendant la Révolution Culturelle (1966-1976), les Gardes rouges sont éliminés par Mao Zedong en 1968. L'appellation Garde rouge est alors reprise par la Ligue de la jeunesse communiste. Le mouvement repris son appellation première en 1978. Depuis, la ligue a organisé 5 conférences. La 5e et dernière s'est tenue en 2003.
La plupart des étudiants de premier cycle universitaire sont membres de cette organisation. Ainsi en plus des simples membres (团员), la ligue comptent un ou plusieurs représentants au sein de chaque classe (团干).
Aujourd'hui, la ligue compte environ 70 000 000 de membres. Elle a un journal officiel : le Quotidien de la jeunesse de Chine.

## Liste des Premiers secrétaires
Les Premiers secrétaires successifs sont :
- Yu Xiusong (俞秀松): 1920–1922
- Shi Cuntong (施存统): 1922–1925
- Zhang Tailei (张太雷): 1925–1927
- Ren Bishi (任弼时): 1927–1928
- Guan Xiangying (关向应): 1928–1946
- Feng Wenbin (馮文彬): 1949–1953
- Hu Yaobang (胡耀邦): 1953–1978
- Han Ying (韩英): 1978–1982
- Wang Zhaoguo (王兆国): 1982–1984
- Hu Jintao (胡锦涛): 1984–1985
- Song Defu (宋德福): 1985–1993
- Li Keqiang (李克强): 1993–1998
- Zhou Qiang (周强): 1998–2006
- Hu Chunhua (胡春华): 2006–2008
- Lu Hao (陆昊): 2008–2013
- Qin Yizhi (秦宜智): 2013–2017
- He Junke (贺军科): depuis 2018